# Biserica fortificată din Chirpăr

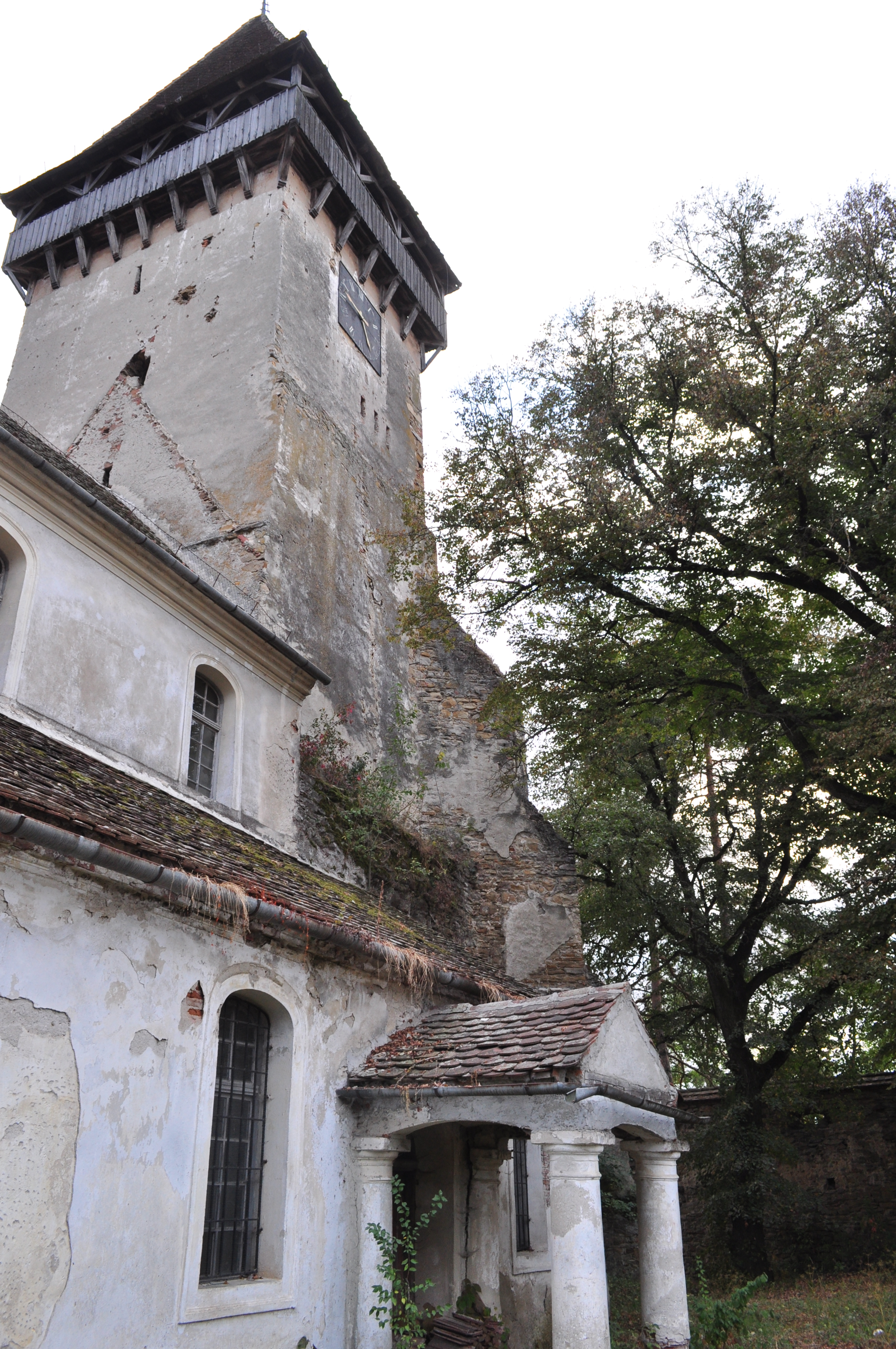
Biserica evanghelică fortificată din Chirpăr, județul Sibiu, foto: septembrie 2011.

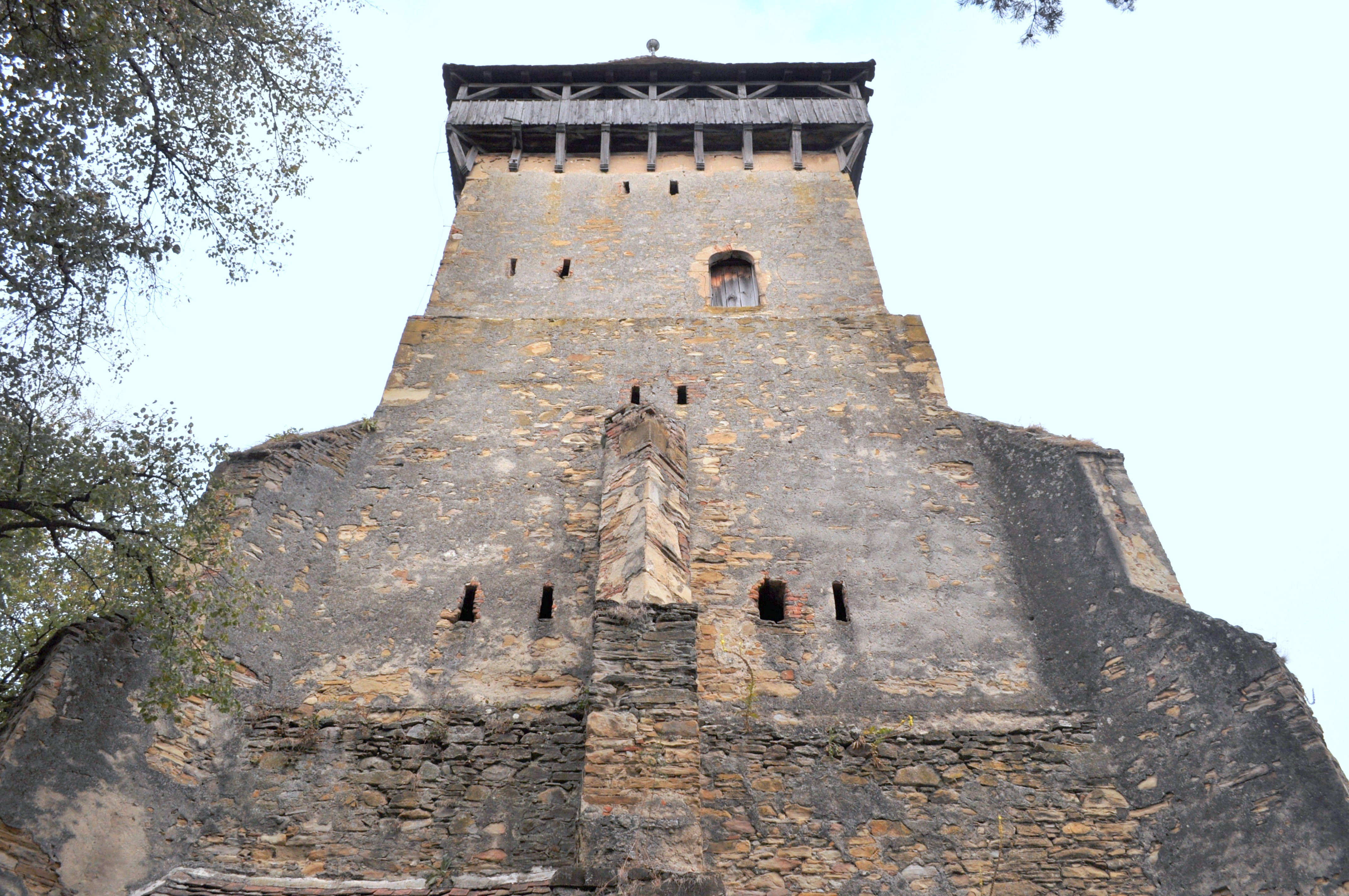
Turnul de apărare

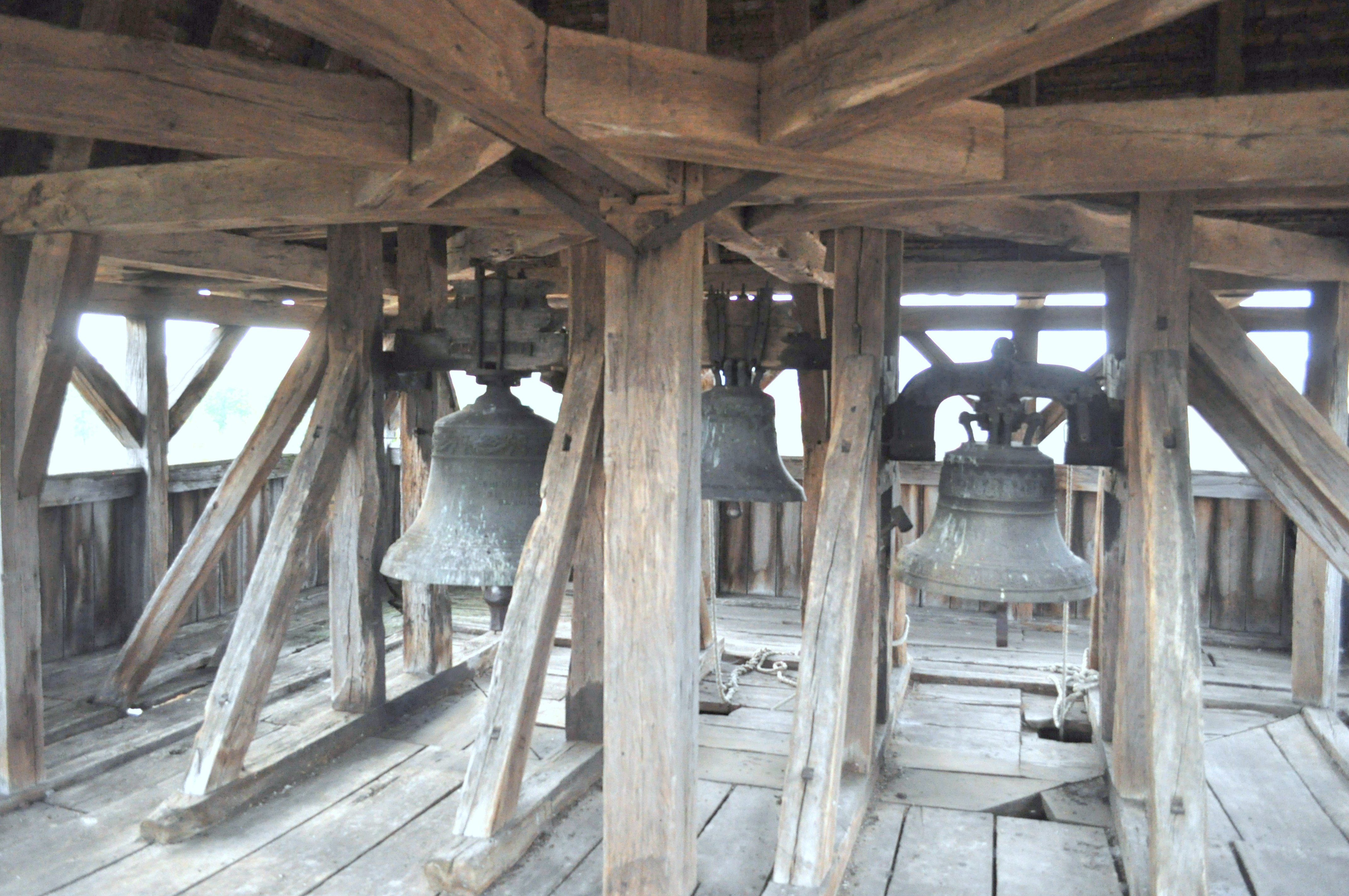
Clopotele

Interiorul navei

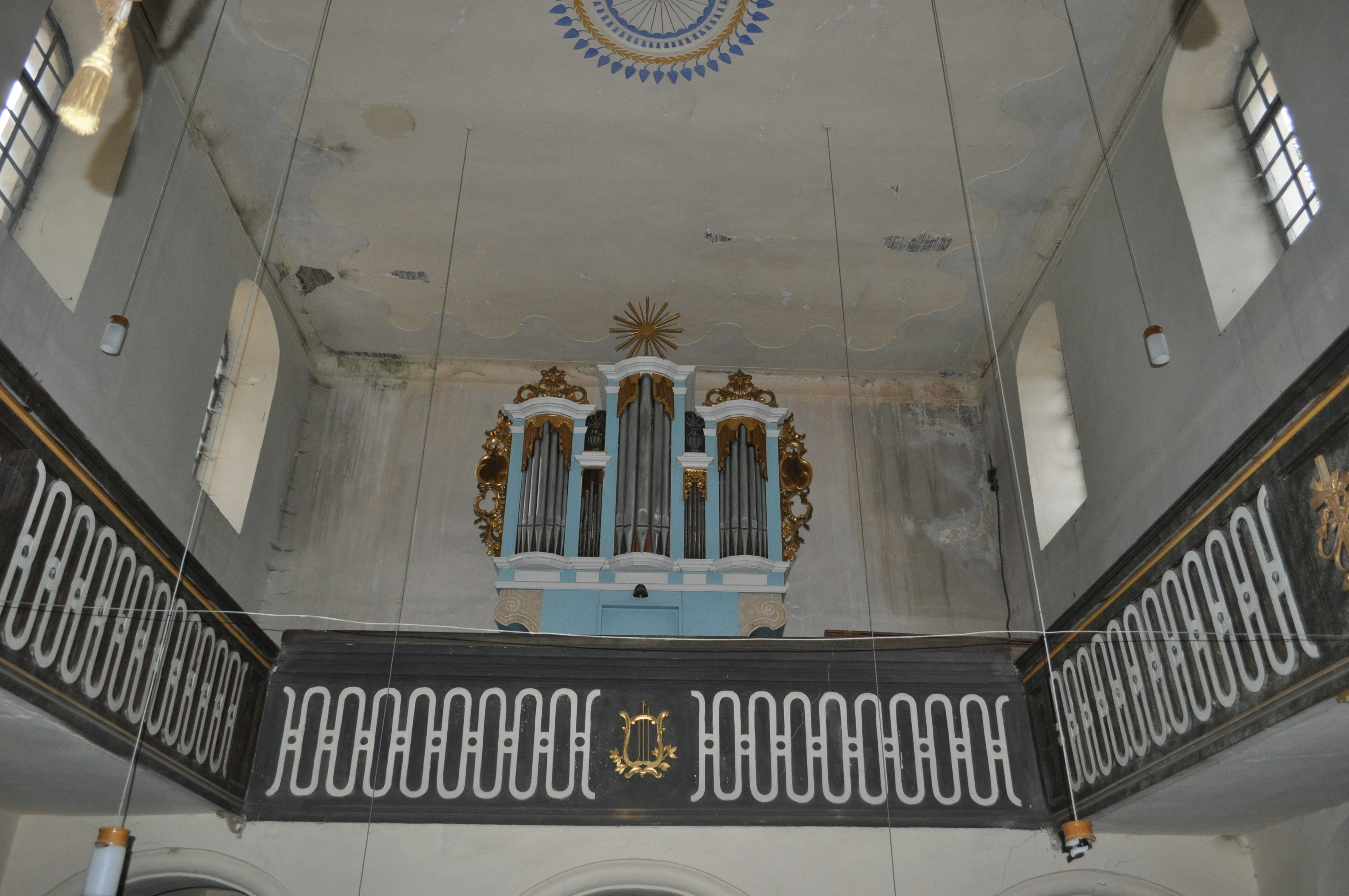
Orga

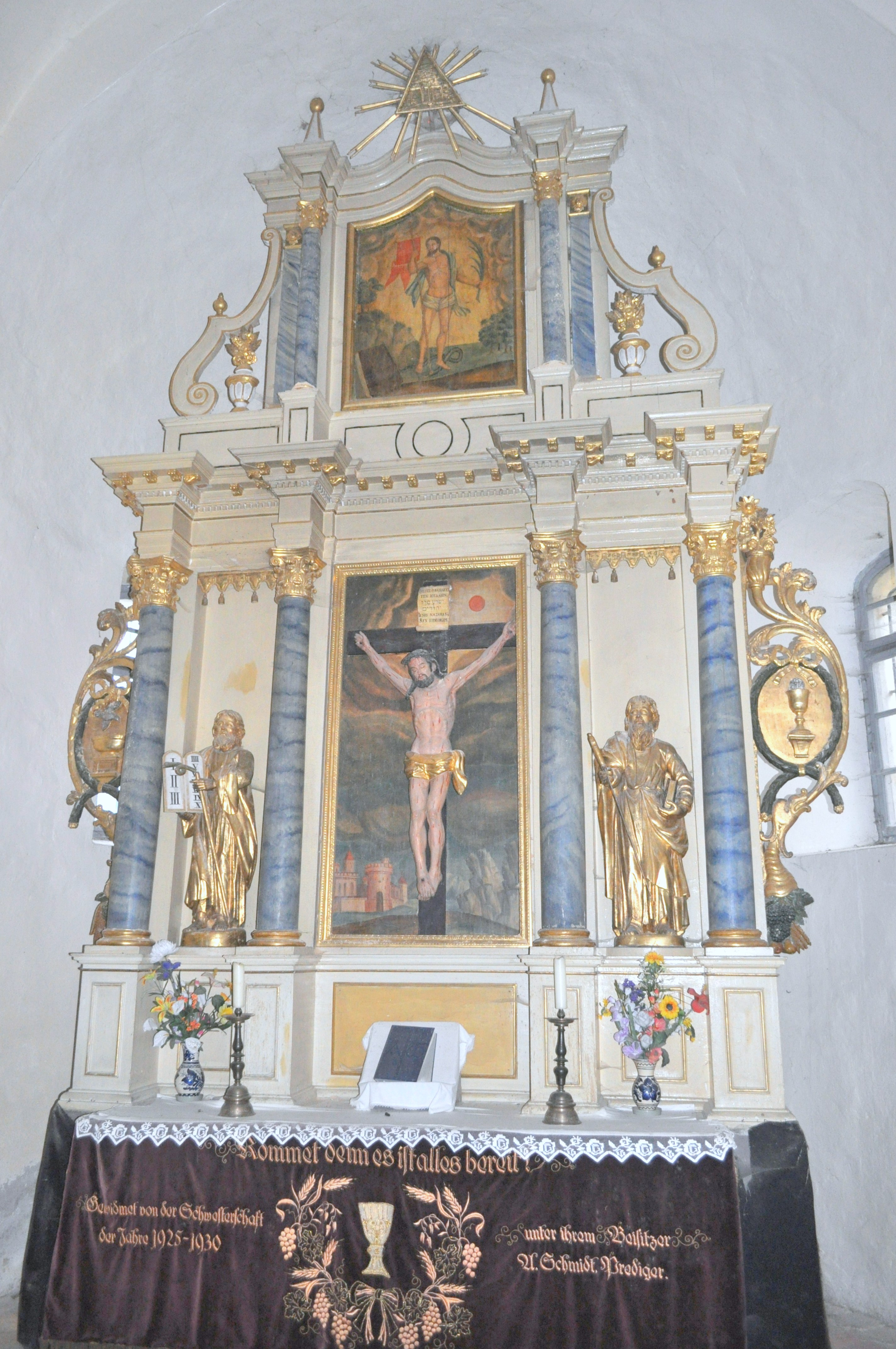
Altarul

Biserica evanghelică fortificată din Chirpăr, județul Sibiu, a fost construită în secolul al XIII-lea. Figurează pe lista monumentelor istorice 2010, cod LMI SB-II-a-A-12352, cu următoarele obiective:
- cod LMI SB-II-m-A-12352.01 - Biserica evanghelică fortificată, secolul al XIII-lea, cca. 1500; 1800 - 1850;
- cod LMI SB-II-m-A-12352.02 - Incintă fortificată și zwinger (fragmente), secolul al XVI-lea.
- neclasificat - Closter (parțial și în substrucțiile casei parohiale evanghelice), secolul XIII - XVI.

## Localitatea
În zona comunei Chirpăr s-au descoperit urme de locuire umană încă din cele mai vechi timpuri. Astfel, s-au găsit dovezi materiale provenind din epoca bronzului și a fierului. Teritoriul comunei a fost colonizat de către emigranții germani în secolul al XII-lea și hotarul satului a aparținut de coroana maghiară. Prima atestare documentară este datată în secolul al XIV-lea și anume în anul 1332, sub numele de Kirchberg. Din studiile istoricilor și al lingviștilor, numele satului ar putea proveni de la biserica evanghelică din localitate sub traducerea de "Dealul bisericii - Kircheberg".
Cetatea țărănească situată în mijlocul satului este declarată monument istoric și este cea mai veche construcție existentă în localitate, edificiul fiind datat din secolul al XIII-lea. Așezarea a aparținut de Scaunul Nocrich pe toată durata existemței acestuia. Ca urmare a năvălirilor tătarilor din anii 1241 și 1242, sătenii din Chirpăr și cei din Veseud au construit o cetate defensivă la limita hotarelor lor. Cetatea a fost folosită și cu prilejul năvălirilor cumanilor și pecenegilor. 
În perioada 1687 - 1695 ca urmare a unui ordin emis de Scaunul din Nocrich, se stabilesc impozite imense pentru impiedicarea depopularii așezării prin emigrarea localnicilor în alte zone din Transilvania. Ca și contrapondere a acestui fenomen de emigrare, localitatea a fost repopulată prin aducerea de familii din Țara Oltului, în special din zona Avrigului, Oltețului și Beșimbacului. Tot în acești ani se menționează ca rezultat al unui recensământ, existența în Chirpăr a 78 de gospodării locuite, 2 incendiate și 25 părăsite.
Una din primele imagini ce înfățișează satul Chirpăr este o acuarelă executată în tuș de către preotul Daniel Josef Gottschling în jurul anului 1815. În aceasta se poate observa că întreaga așezare era împrejmuită cu un gard împletit din nuiele și majoritatea caselor erau acoperite cu paie.
La Chirpăr a existat o tradiție seculară în meșteșugul olăritului, fiind cunoscuți peste 26 de olari chirpăreni între secolele al XVII-lea și al XIX-lea, meseria moștenindu-se din tată-n fiu. Un aport deosebit în veniturile localității era adus și de arta populară în lemn, blănuri și textile, toate acestea constituind o adevărată industrie casnică de unde războiul de țesut era indispensabil în fiecare gospodărie.
Comuna este strabatuta de trei drumuri judetene:
- 105 D: Nou Român-Săsăuș-Chirpăr-Agnita;
- 105 E: Chirpăr-Ilimbav;
- 105 A: are 2 tronsoane: Săsăuș – Ilimbav = 9,5 km și Săsăuș – Șomartin = 6,15 km.

## Biserica
Ca și în alte localități de pe Valea Hârtibaciului, biserica ridicată în secolul al XIII-lea a fost o bazilică romanică din piatră cu corul pătrat, absidă semicirculară și trei nave, cele laterale fiind închise dreptunghiular. Turnul era prevăzut cu o tribună ce se deschidea spre nava centrală. În jurul anului 1500 s-au întreprins lucrări de fortificare a bisericii, în cursul cărora clopotnița a devenit turn de apărare. Această transformare a presupus zidirea intrărilor, a tribunei de vest și a ferestrelor, precum și adăugarea de noi etaje turnului. În 1862 toate navele primesc tavane de stucatură și sunt modernizare ferestrele. Altarul datează din anul 1795 și este excutat de I. Folbert din Sighișoara. Din incinta cu șapte bastioane nu s-au păstrat decât ruine de ziduri și urmele a două bastioane. Turla este cea mai înaltă de pe Valea Hârtibaciului.

## Fortificația
Curtina poligonală ce înconjoară biserica avea prevăzut drum de strajă acoperit perimetral în pupitru. La fiecare din cele patru colțuri se ridica câte un turn de apărare. Intrarea în cadrul incintei se făcea prin parterul turnului nord - vestic, pe latura sudică a curtinei putându-se observa astăzi existența unei poterne. Mai târziu, a fost ridicată o a doua incintă ce avea drum de strajă și două turnuri in colțurile sale libere în partea nordică. O dată cu venirea secolului al XIX-lea s-a demolat o parte a curtinei nordice a incintei exterioare. Aceeași soartă au avut-o și cele două turnuri ale acesteia. Din materialele rezultate s-a ridicat actuala școală. În anul 1968 se prăbușește turnul semicircular sud - estic.

## Imagini din exterior

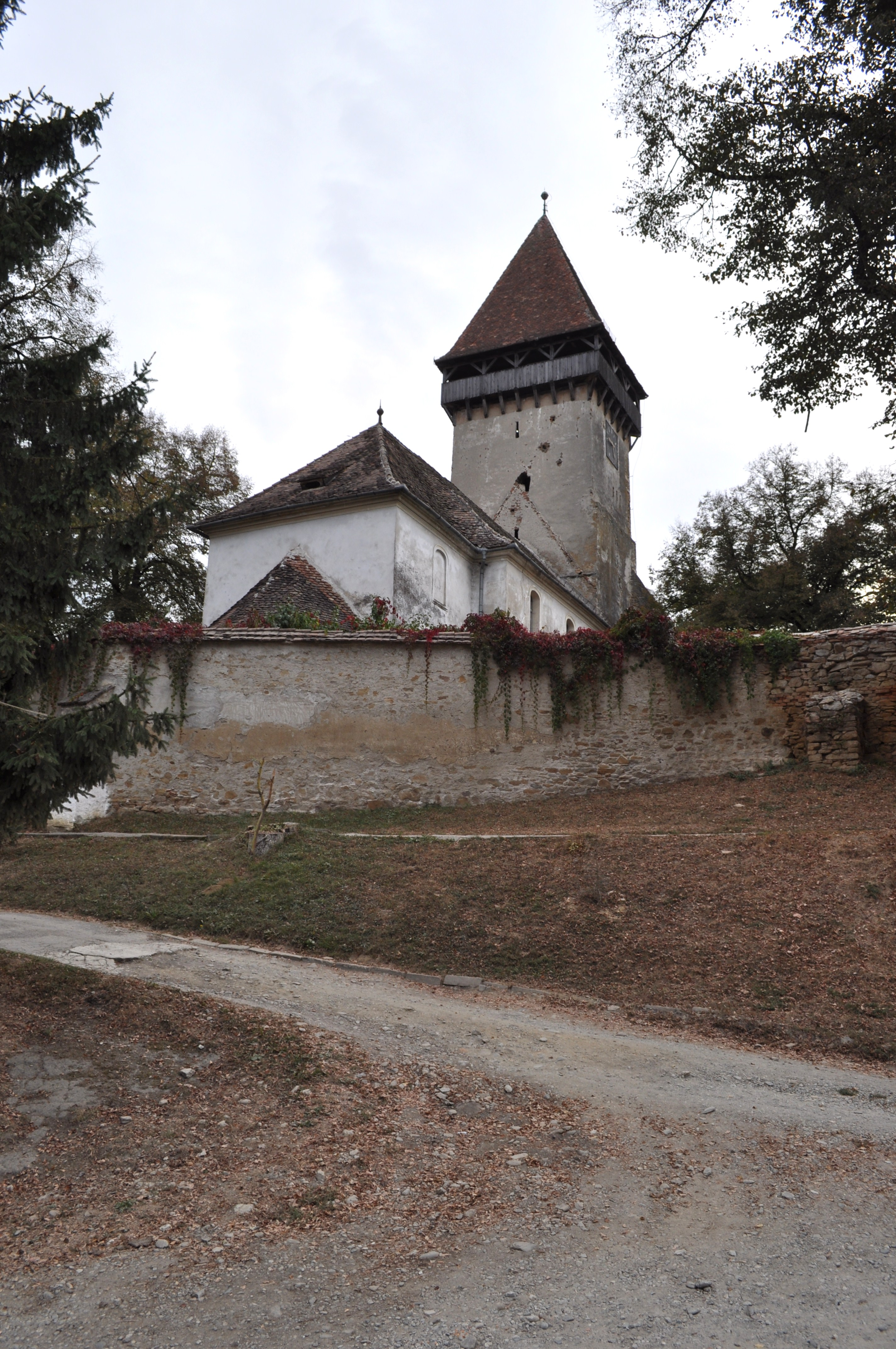
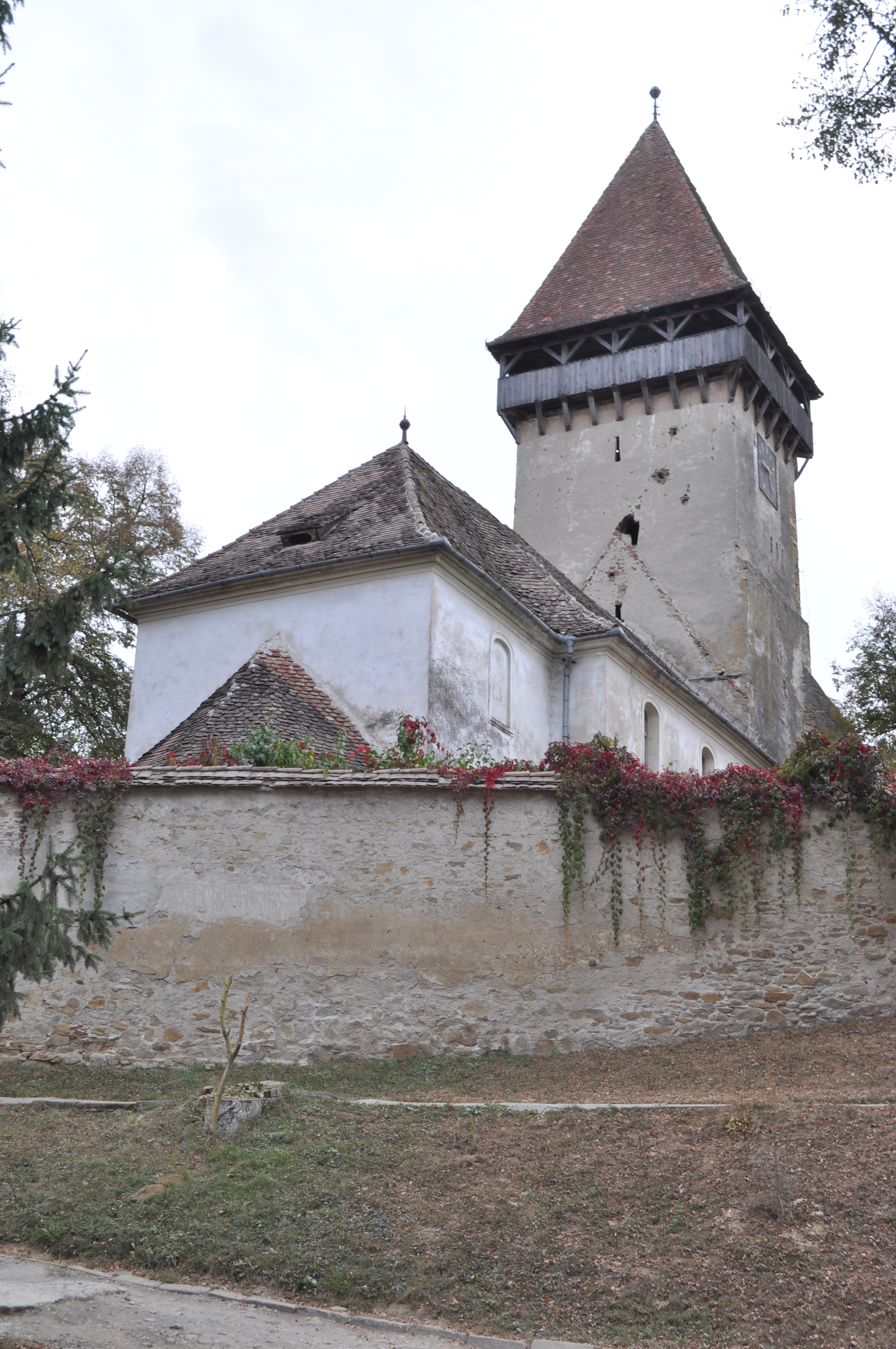
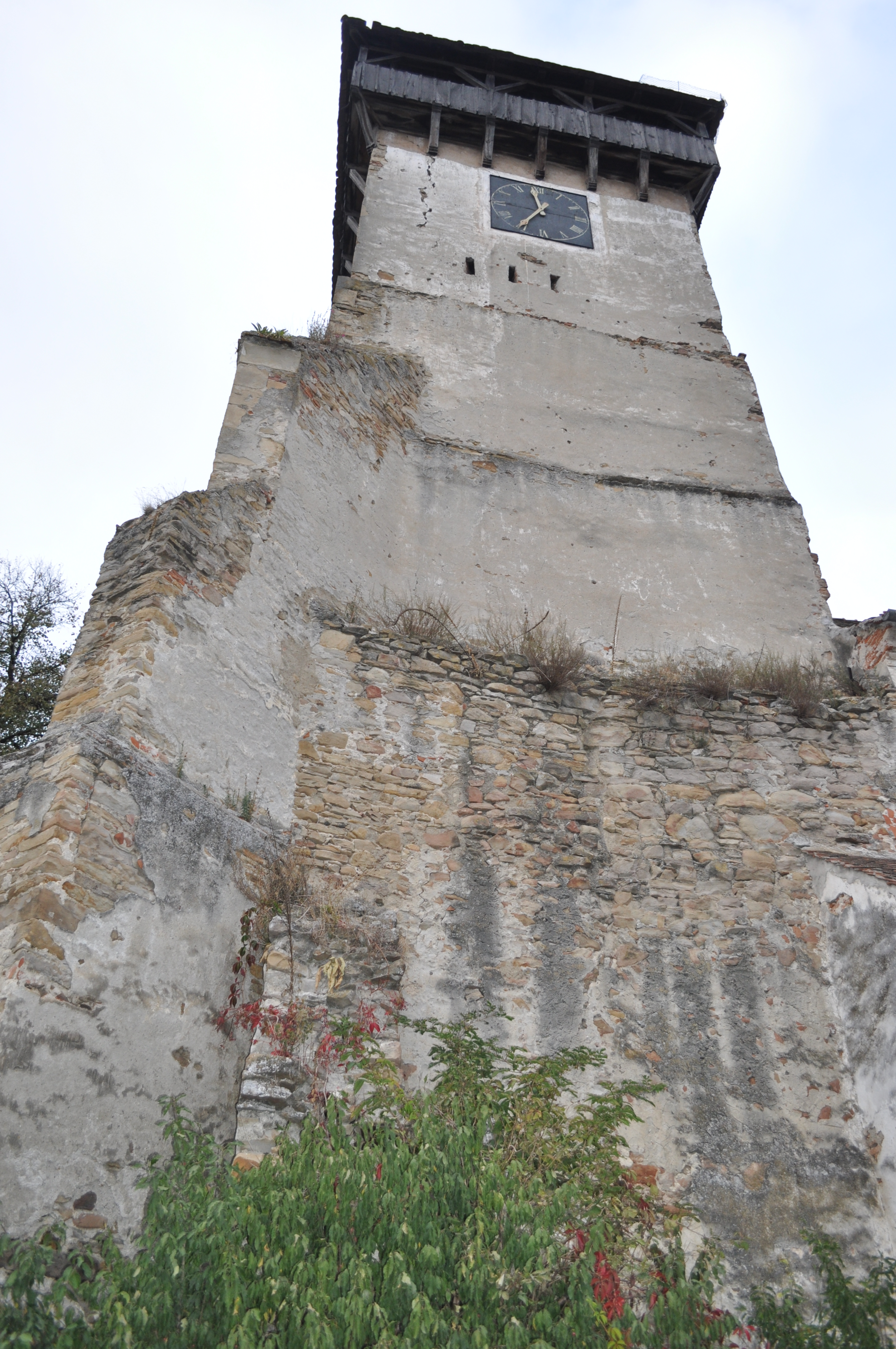
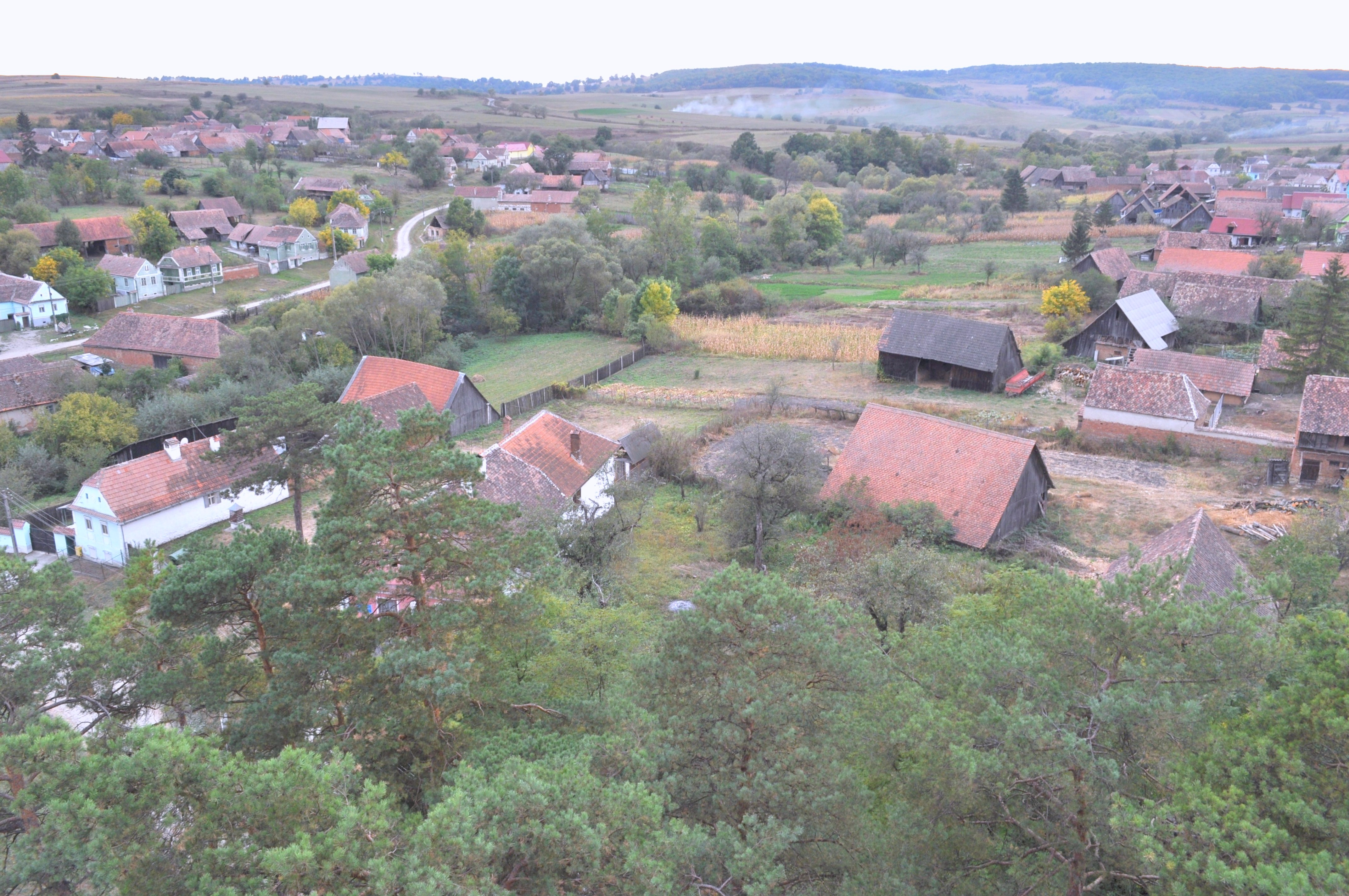
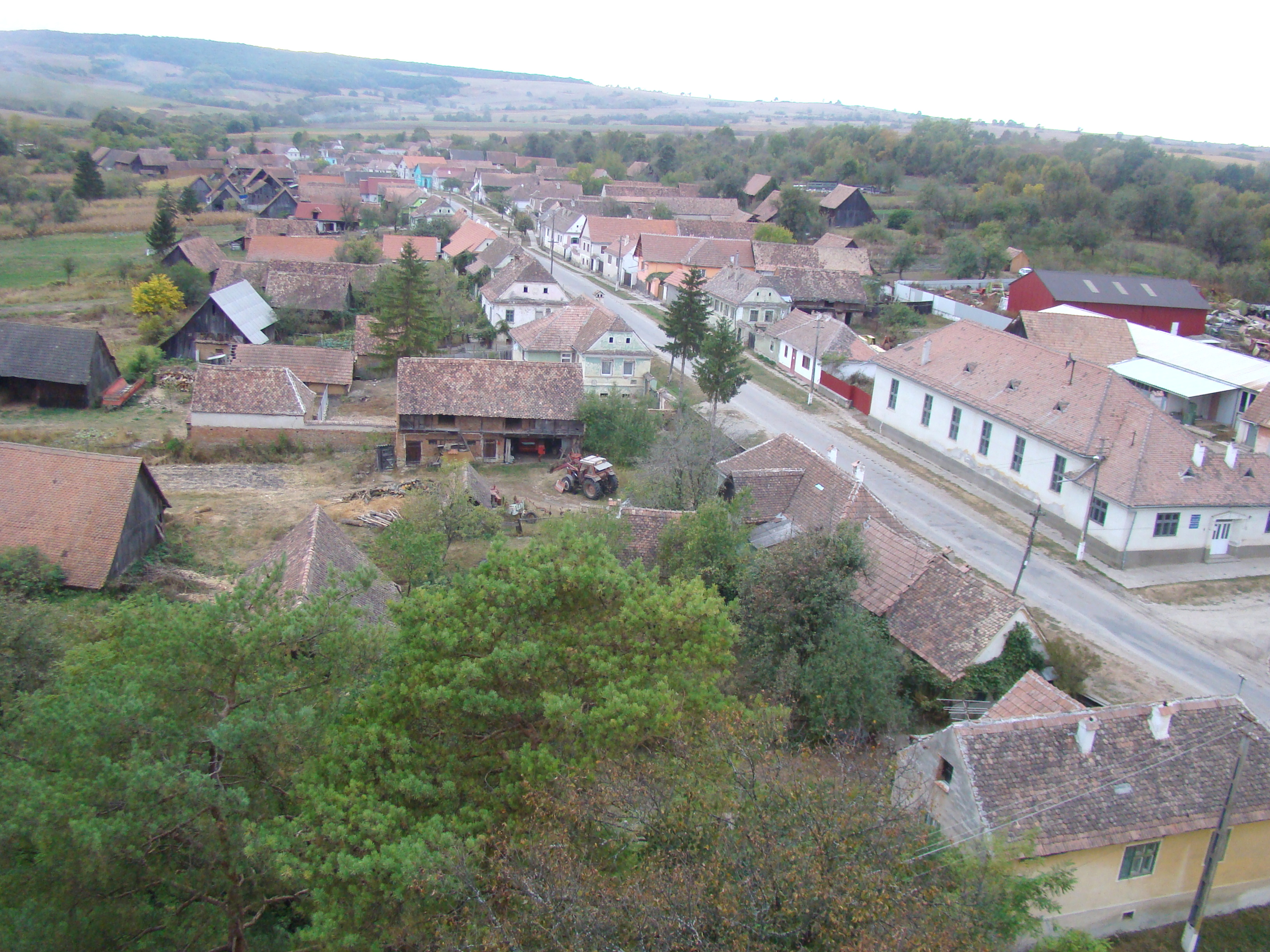
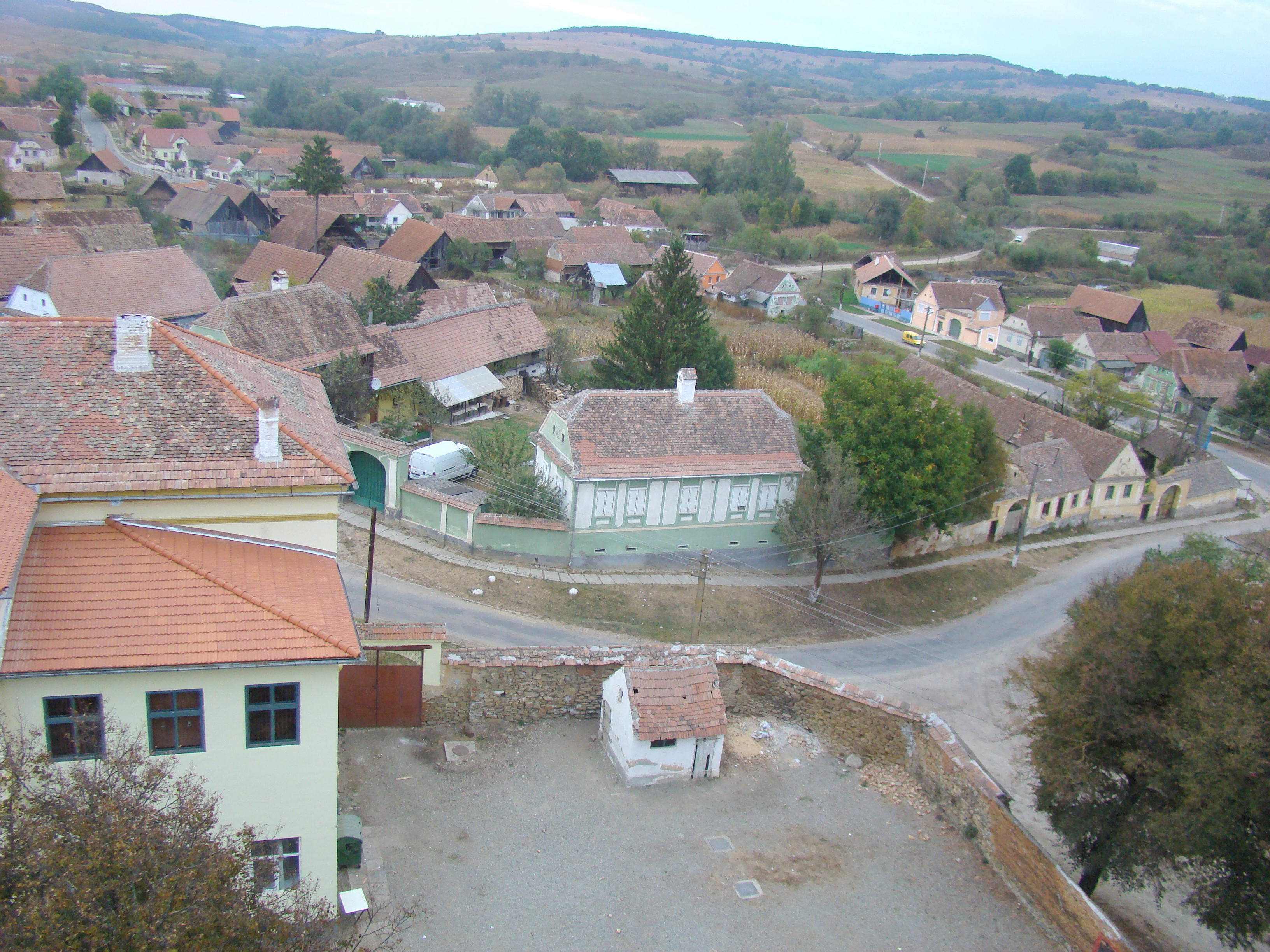
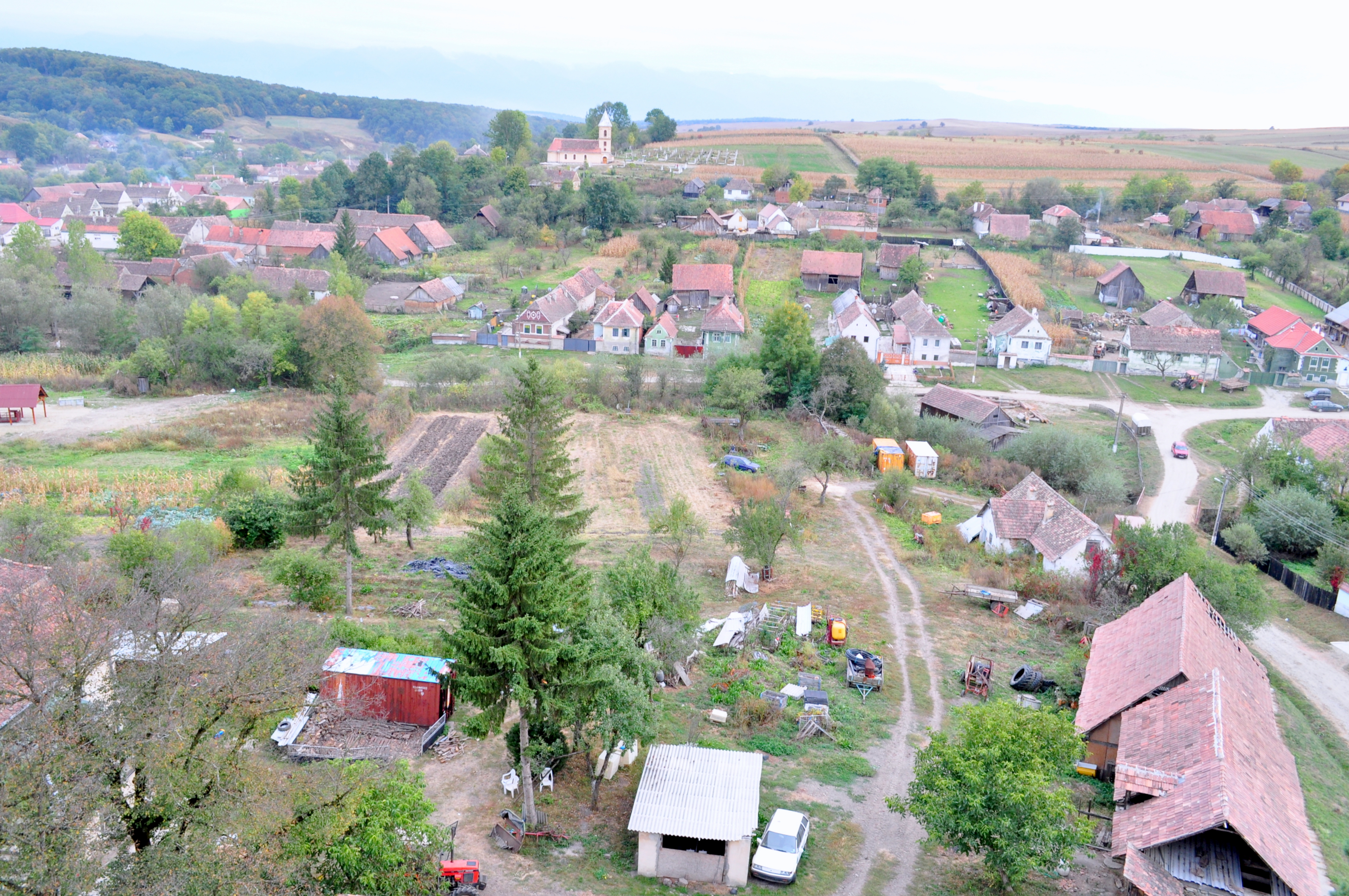
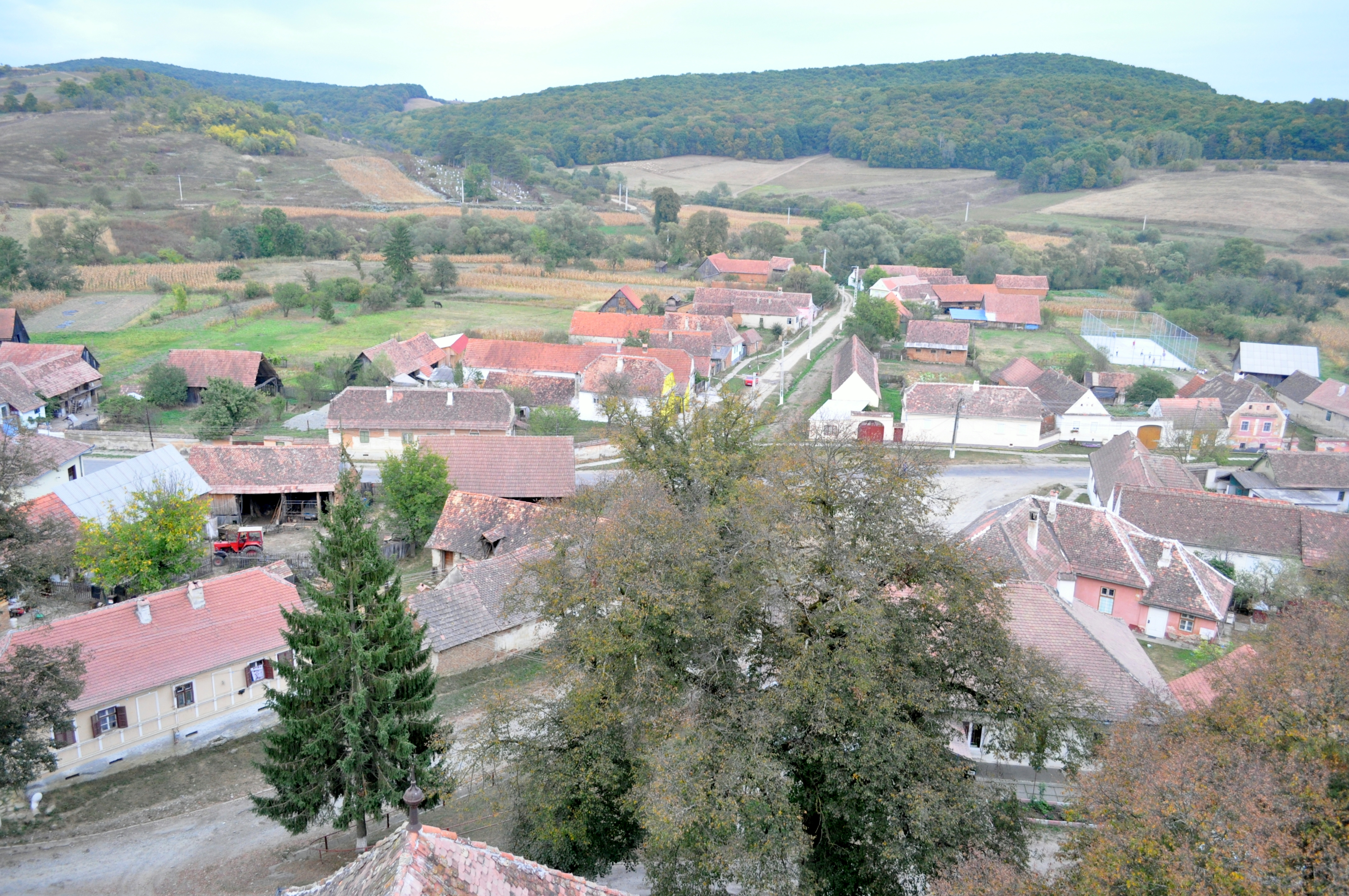
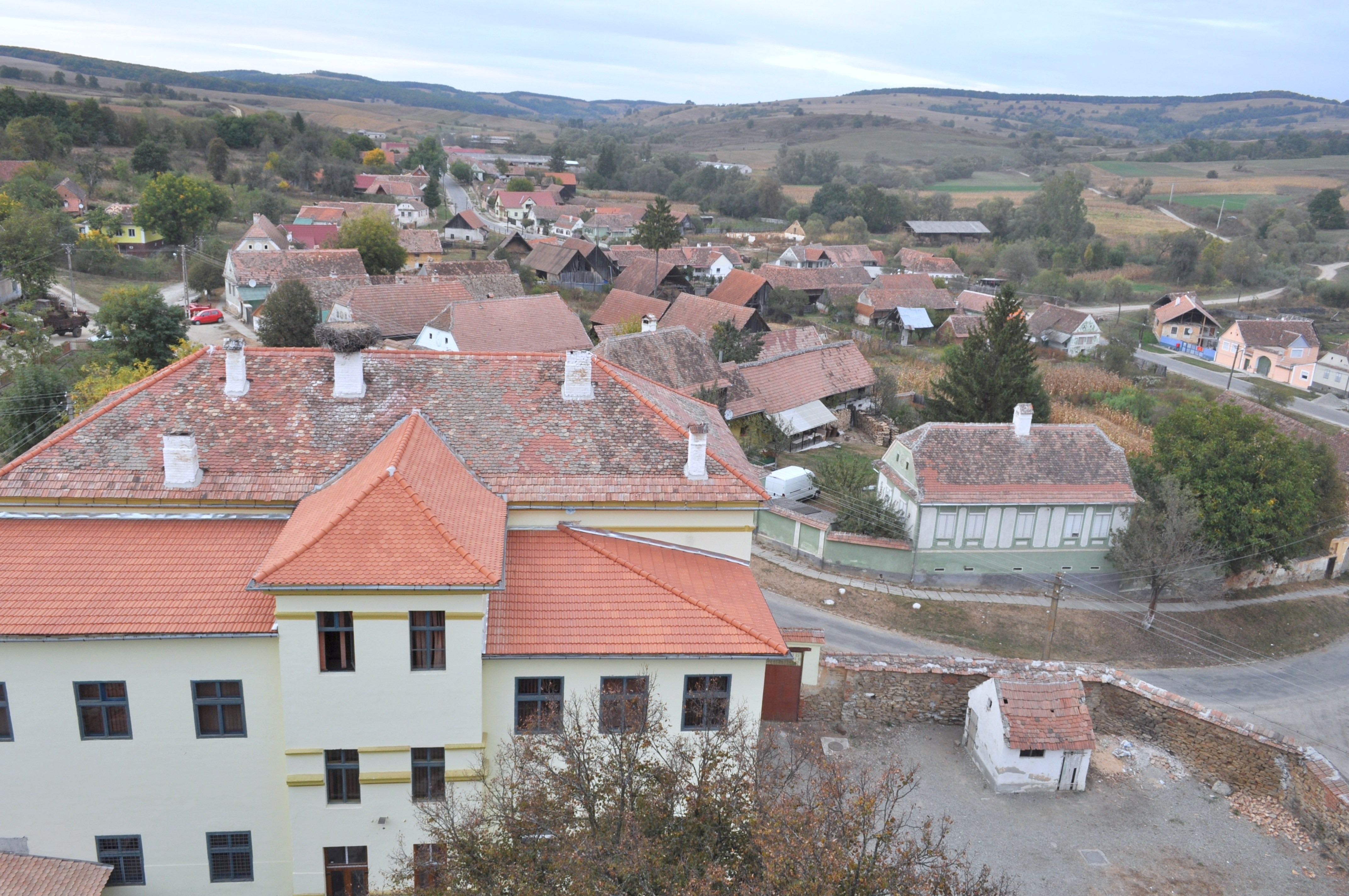

## Imagini din interior

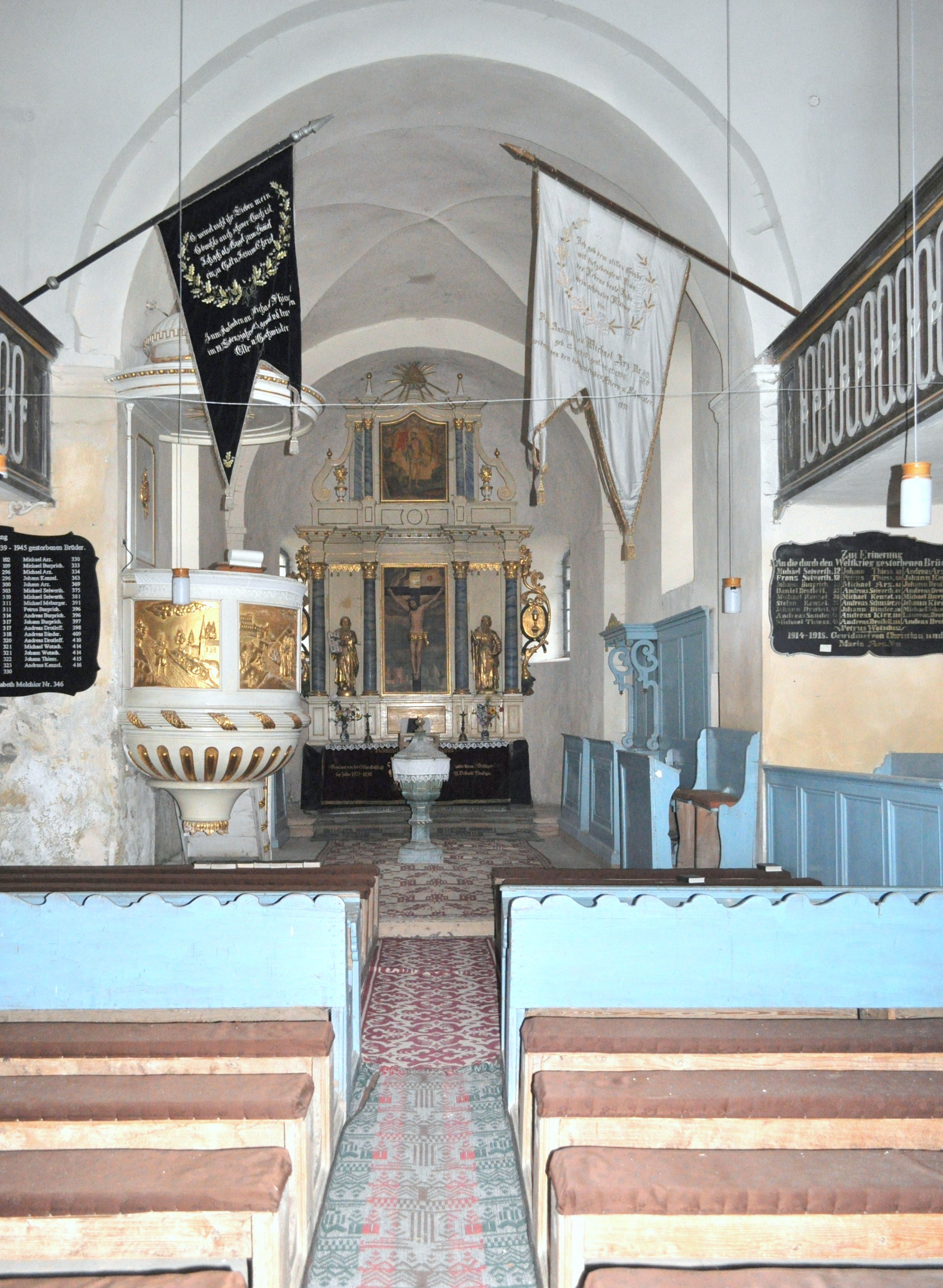
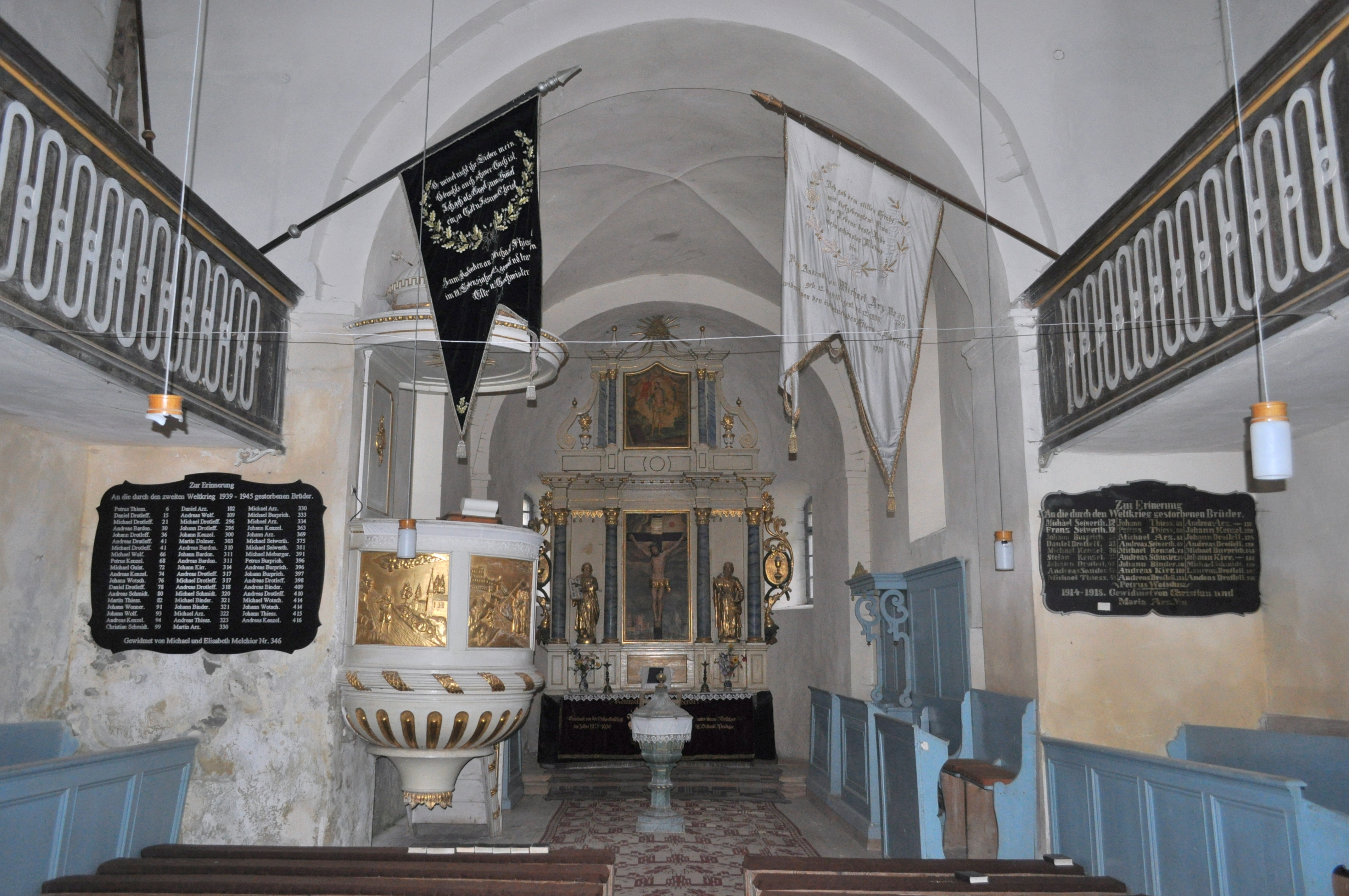
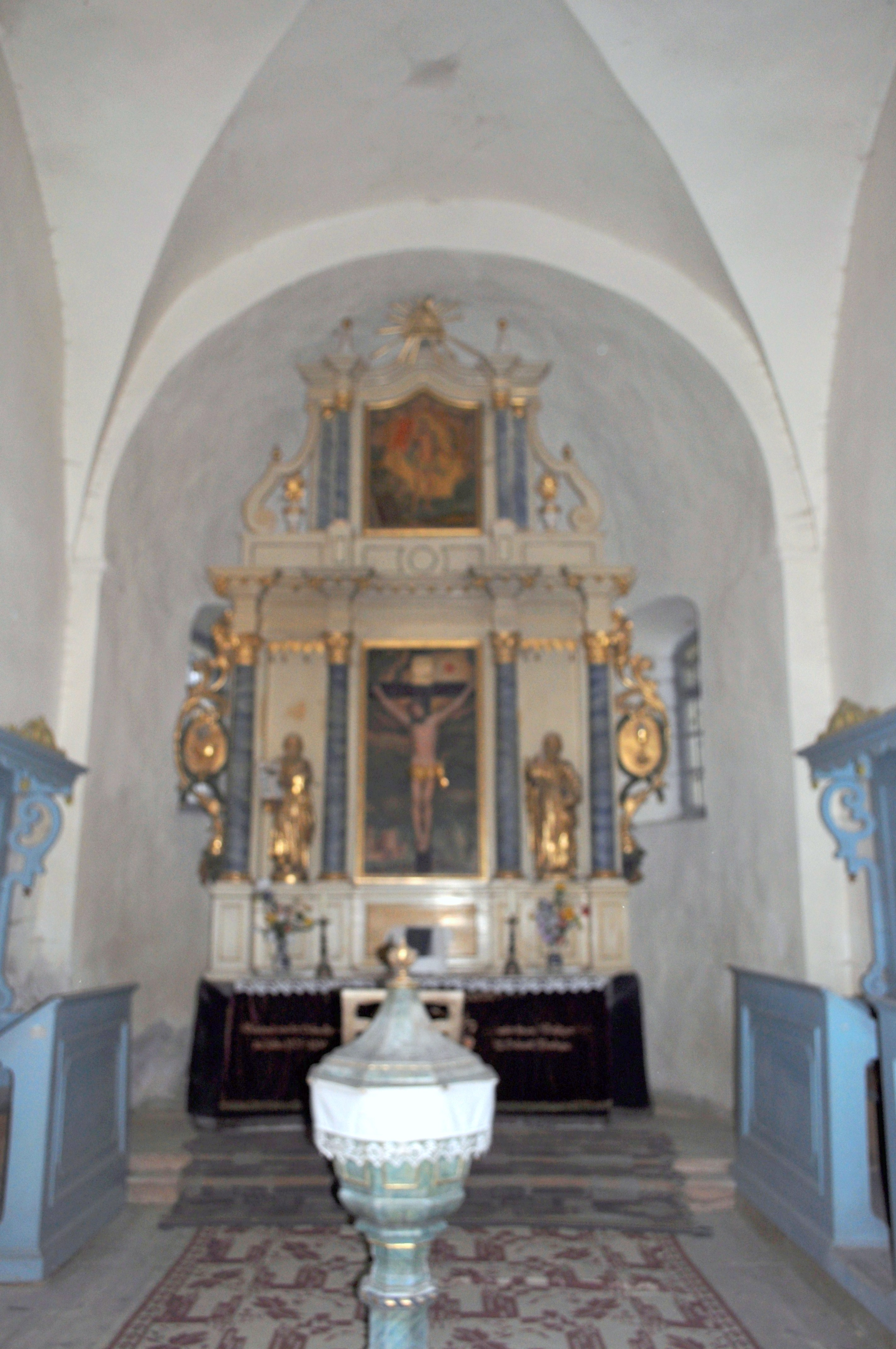
Ghidul Karin Wonnerth